# Simon Birch
Simon Birch (v anglickém originále Simon Birch) je americká filmová komedie z roku 1998. Režisérem filmu je Mark Steven Johnson. Hlavní role ve filmu ztvárnili Ian Michael Smith, Joseph Mazzello, Jim Carrey, Ashley Judd a Oliver Plattl.

## Obsazení
| Ian Michael Smith | Simon Birch          |
| Joseph Mazzello   | Joe Wenteworth       |
| Jim Carrey        | dospělý Joe/vypravěč |
| Ashley Judd       | Rebecca Wenteworth   |
| Oliver Platt      | Ben Goodrich         |
| David Strathairn  | reverend Russell     |
| Dana Ivey         | babička              |
| Beatrice Winde    | Hilde Grove          |